# Гакберрі (Луїзіана)
Гакберрі (англ. Hackberry) — переписна місцевість (CDP) в США, в окрузі Камерон штату Луїзіана. Населення — 926 осіб (2020).

## Географія
Гакберрі розташоване за координатами 29°57′53″ пн. ш. 93°24′36″ зх. д. / 29.96472° пн. ш. 93.41000° зх. д. (29.964847, -93.410123).  За даними Бюро перепису населення США в 2010 році переписна місцевість мала площу 89,32 км², з яких 72,72 км² — суходіл та 16,60 км² — водойми.

## Демографія
Згідно з переписом 2010 року, у переписній місцевості мешкала 1261 особа в 499 домогосподарствах у складі 369 родин. Густота населення становила 14 осіб/км².  Було 709 помешкань (8/км²).
Расовий склад населення:
| - 98,7 % — білих - 0,5 % — чорних або афроамериканців - 0,4 % — корінних американців - 0,1 % — азіатів |

До двох чи більше рас належало 0,3 %. Частка іспаномовних становила 0,8 % від усіх жителів.
За віковим діапазоном населення розподілялося таким чином: 21,2 % — особи молодші 18 років, 62,2 % — особи у віці 18—64 років, 16,6 % — особи у віці 65 років та старші. Медіана віку мешканця становила 44,0 року. На 100 осіб жіночої статі у переписній місцевості припадало 108,8 чоловіків;  на 100 жінок у віці від 18 років та старших — 103,3 чоловіків також старших 18 років.
Середній дохід на одне домашнє господарство  становив 86 053 долари США (медіана — 64 036), а середній дохід на одну сім'ю — 98 350 доларів (медіана — 75 167). За межею бідності перебувало 4,0 % осіб, у тому числі 0,0 % дітей у віці до 18 років та 5,0 % осіб у віці 65 років та старших.
Цивільне працевлаштоване населення становило 569 осіб. Основні галузі зайнятості: сільське господарство, лісництво, риболовля — 17,0 %, будівництво — 15,8 %, освіта, охорона здоров'я та соціальна допомога — 13,2 %, науковці, спеціалісти, менеджери — 13,0 %.